# Stazione di Torchiara
La stazione di Torchiara è un posto di movimento sulla linea Battipaglia-Reggio Calabria.

## Strutture e impianti
La stazione dispone di 3 binari. Le piattaforme per l'attraversamento sono state rimosse.

## Galleria d'immagini

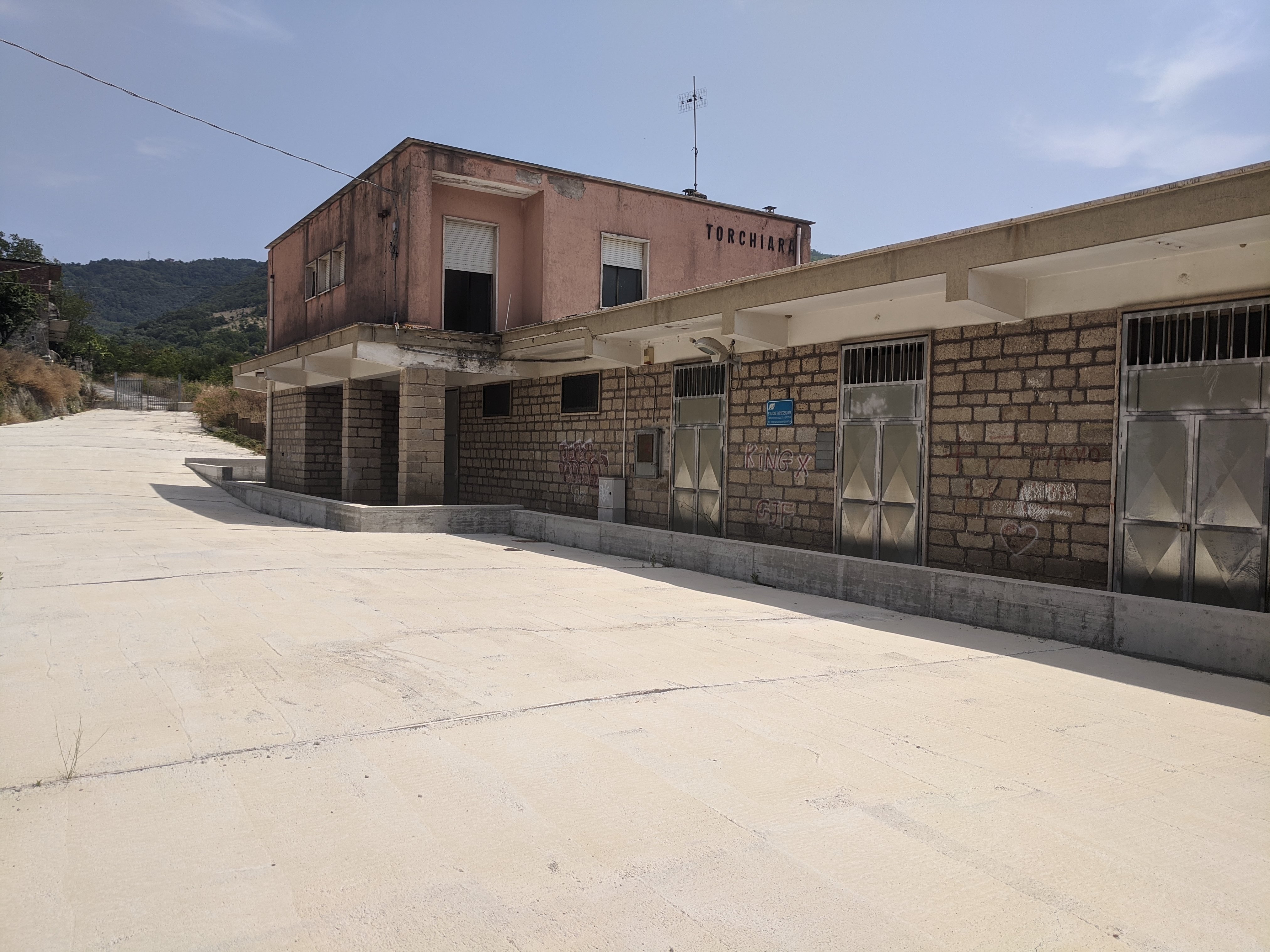
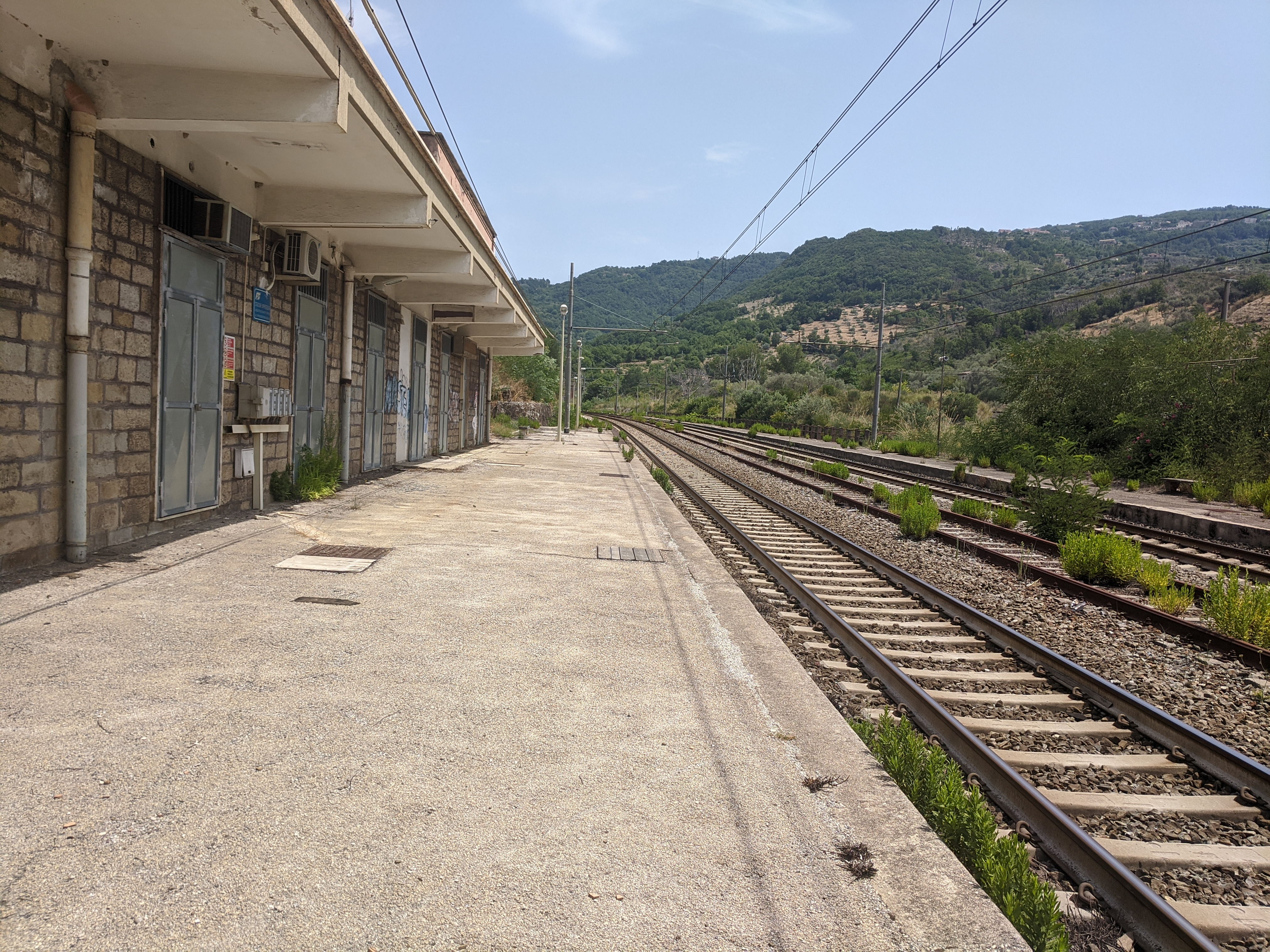